# Roel van Duin
Roelof Henri Antonius van Duin (Beverwijk, 2 november 1925 - Lelystad, 26 januari 2001) was een Nederlands cultuurtechnicus en de laatste directeur van de Rijksdienst voor de IJsselmeerpolders.
Van Duin groeide op in Beverwijk en zat in de Tweede Wereldoorlog een periode ondergedoken in Nijmegen om aan de Arbeitseinsatz te ontkomen. Hij studeerde cultuurtechniek aan de Landbouwhogeschool Wageningen en promoveerde daar in 1955 op de fysieke aspecten van grondbewerking. Hij was werkzaam bij verschillende overheidsorganen voor hij in 1963 in dienst kwam van de Rijksdienst voor de IJsselmeerpolders (RIJP). In 1965 werd hij buitengewoon hoogleraar cultuurtechniek in Wageningen. Hij volgde in 1976 Will Marie Otto op als directeur van de RIJP en bleef dat totdat de dienst per 1989 opgeheven werd. Van Duin tekende en bedacht de invulling Oostelijk en Zuidelijk Flevoland. Van 1985 tot 1987 was hij namens het CDA lid van de Provinciale Staten van Flevoland. Van Duin was tevens bestuursvoorzitter van Rabobank Lelystad.